# 氷川神社 (桶川市川田谷215)
氷川神社（ひかわじんじゃ）は、埼玉県桶川市の神社。

## 歴史
創建年代は不明である。ただ江戸時代前期から中期にかけて、川田谷村から枝郷として「樋詰村」が分村する際に創建されたものと推測される。「西光寺」が別当寺であった。西光寺は泉福寺を本寺とする天台宗の寺院であったが、明治初期の神仏分離により、廃寺に追い込まれた。
1873年（明治6年）、近代社格制度に基づく「村社」に列せられた。1967年（昭和42年）に社務所兼集会所が改築された。

## 文化財
- 樋詰の道しるべ（桶川市指定有形文化財）[2]

## 交通アクセス
- 路線バス公民館入口停留所より徒歩21分。